# Bedford County, Pennsylvania
Bedford County är ett administrativt område i delstaten Pennsylvania i USA, med 49 762 invånare.  Den administrativa huvudorten (county seat) är Bedford.

## Politik
Bedford County tenderar att rösta på republikanerna i politiska val.
Republikanernas kandidat har vunnit rösterna i countyt i samtliga presidentval sedan valet 1888 utom vid två tillfällen: valen 1912 och 1964. I valet 2016 vann republikanernas kandidat med 82,6 procent av rösterna mot 15,4 för demokraternas kandidat. Detta är den största segern genom tiderna i countyt.

## Geografi
Enligt United States Census Bureau har countyt en total area på 2 635 km². 2 629 km² av den arean är land och 7 km² är vatten.

### Angränsande countyn
- Blair County - nord
- Huntingdon County - nordost
- Fulton County - öst
- Allegany County, Maryland - sydväst
- Somerset County - väst
- Cambria County - nordväst